# Jurunas (Belém)
Jurunas é um bairro periférico da cidade brasileira de Belém do Pará. É atualmente um dos bairros mais populosos da capital paraense, com um pouco mais de 60 mil habitantes. A maioria de suas ruas recebeu nomes de etnias indígenas, como: Tupinambás, Tamoios, Mundurucus, Apinagés assim como o próprio nome do bairro homenageia um povo indígena. O Jurunas recebe inúmeras visitas de pessoas vindas do interior do estado, sendo que sua formação populacional se deve muito a esse fato. Junto ao bairro do Guamá forma o binômio mais populoso da cidade de Belém. O bairro está situado na zona sul de Belém, fazendo limites com o bairro da Cidade Velha a oeste, o bairro Batista Campos ao norte, o bairro do Condor a leste e a Baía do Guajará ao sul.

## História
É um lugar ocupado por uma população que descende de etnias tradicionais (algumas dão nome ao bairro e vias), ribeirinhos, famílias da classe média dos séculos XVII e XVIII e trabalhadores mais pobres da época. Registros históricos apontam a presença de muitas etnias tradicionais paraenses morando na região por onde passava o igarapé do Piry, um braço do rio. A invasão portuguesa resultou em conflitos que ceifaram a vida de alguns povos. Os que restaram, foram envolvidos no processo de miscigenação. Lentamente, a área ia sendo ocupada, ainda que com péssima estrutura. No século XIX, o aterramento do igarapé do Piry deu origem ao primeiro esquema de vias do bairro, interligando os demais bairros da época. Uma das principais vias do bairro fazia menção a uma etnia tradicional que deu nome à região: a travessa dos Jurunas. Por um período era conhecida como a "avenida Paulista do Jurunas" pelo intenso movimento e forte atividade comercial. Após alguns anos, essa via se transformou na avenida Roberto Camelier. 
Apesar da importância da antiga travessa dos Jurunas, a avenida Bernardo Sayão foi fundamental para a formação da população do bairro, que hoje chega a cerca de 65 mil, segundo o Instituto Brasileiro de Geografia e Estatística (IBGE). Nos vários portos às margens do rio Guamá, chegavam vários migrantes de regiões ribeirinhas próximas, buscando oportunidades onde o desenvolvimento do estado ocorria. Isso desde o início da fundação do bairro. 
Para abrigar a ordem religiosa de Nossa Senhora da Piedade em 1749, a construção do Presídio São José foi fundamental para a ocupação do bairro, O antigo convento é hoje um dos mais visitados pontos turísticos da Cidade, o Espaço São José Liberto, também conhecido como, Polo Joalheiro. 

## Cultura
Desde o início do desenvolvimento, o Jurunas tem representação cultural muito forte. Isso começou com o fluxo de pessoas que se deslocava às áreas centrais para participar de eventos diversos. Com o tempo, a identidade de cultura própria se solidificou. O bairro possui duas escolas de samba, a Academia de Samba Jurunense e o Rancho Não Posso Me Amofiná sendo esta ultima a maior campeã dos carnavais de Belém.

### Destaques do Bairro

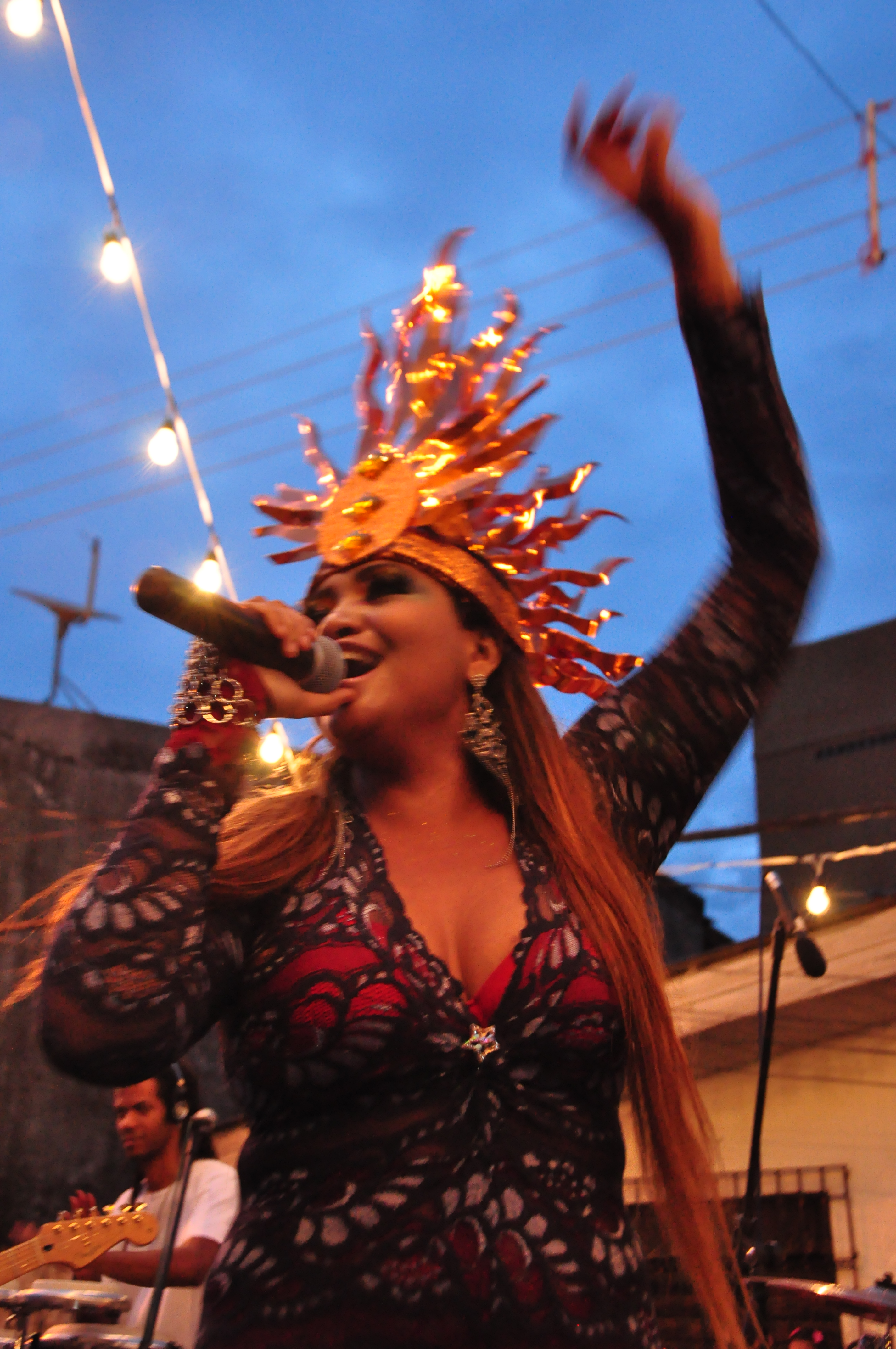
Gaby Amarantos na gravação do DVD Live In Jurunas em 2011

- Gaby Amarantos,[3] cantora, compositora, apresentadora e atriz brasileira nascida e criada no bairro do Jurunas.
- Leona Vingativa, é uma personagem da internet que ficou conhecida por vídeos cômicos feitos para o youtube, que hoje passam de 1 milhão de visualizações, todos gravados no Jurunas. Assim como o cover da música tema da Copa do Mundo de 2014 que também virou um hit na internet, "Eu Quero Um Boy".

## Órgãos Públicos
- Delegacia DATA Jurunas e SAS Fasepa - Av. Roberto Camelier 525

- Unidade de Saúde do Jurunas - R. Eng. Fernando Guilhon

## Escolas Públicas
- E.E.E.F Vereador Gonçalo Duarte - R. Eng. Fernando Guilhon, 151
- E.E. PE Benedito Chaves - R. dos Mundurucus , 760
- Prof. Placidia Cardoso - R. dos Tamoios, 602
- E.E. Maria Luiza Vella Alves - R. Eng. Fernando Guilhon, passagem Jacob (Ao lado do Posto de saúde)
- E.E Camilo Salgado - AV. Roberto Camelier
- E.E.E.F São Pio X - Tv. Honório José Dos Santos, 1283
- E.E. Primeiro Grau Prof. Artur Porto - R. Eng. Fernando Guilhon, 450
- E.M Nestor Nonato Lime - R. Conjunto Radional
- Professor Marluce Pacheco Ferreira -  Trav Bom Jardim S/N - Esquina Com a Quintino Bocaiúva
- Moradores Vila Nova P Moura Carvalho - Rua dos Tamoios Vila Nova, 56
- E.M Prof. Miguel Pernambuco Filho - Av. Roberto Camelier, 825

## Igrejas
- Paróquia de Santa Teresinha do Menino Jesus - Av. Roberto Camelier
- Paróquia De Santa Luzia - R.dos. Pariquis 182